# Shalom

Shalom med hebreiska bokstäver.

Shalom (שָׁלוֹם) är ett hebreiskt ord som betyder "fred", men som kan ha varierande innebörd, som "hej" och "adjö". Det används i många uttryck och namn. Dess motsvarighet i arabiskan är salam, sliem på maltesiska, shlomo (ܫܠܡܐ) på syriska, "salam" på persiska och saläm i etiopiska semitiska språk, från den hebreiska ordstammen shin-lamed-mem (ש.ל.ם).
Ordet används i många uttryck och i olika sammanhang i hebreiskt tal och skrift:
- Shalom aleichem (שָׁלוֹם עֲלֵיכֶם; bokstavligen "fred över dig", rättare "frid vare med dig"), ett uttryck för att hälsa andra; den hebreiska motsvarigheten till "hej" eller "hallå". Man svarar "med dig vare frid" (עֲלֵיכֶם שָׁלוֹם), aleichem shalom eller det lite mer formella va'aleichem hashalom. Det används alltså på samma sätt som arabiskans As-salamu alaykum.
- Själva ordet shalom är en väldigt vanligt förekommande förkortning som används i den moderna hebreiskan i dagens Israel både för att hälsa och säga adjö. Det är i detta avseende likt hawaiiskans aloha, engelska good evening och sanskrit namaste. Bland sekulära människor är "b'ye" (från engelskan) och "jalla b'ye" (en blandning av arabiska och engelska) populära uttryck.
- Ma sh'lom'cha (מַה שְׁלוֹמְךָ), "hur mår du?", även Ma sh'lomech? (till kvinna), Ma sh'lomchen? (till flera kvinnor) och Ma sh'lomchem? (till flera män).
- Alav hashalom (עַלָיו הַשָּׁלוֹם), "fred är med honom".
- B'shalom, "med fred", en passande avslutning.